# Năng lượng ở Ai Cập
Bài viết này đề cập đế sản xuất, tiêu thụ và nhập khẩu năng lượng và điện năng ở Ai Cập.

## Tổng quan
| Năng lượng ở Ai Cập                                            | Năng lượng ở Ai Cập | Năng lượng ở Ai Cập | Năng lượng ở Ai Cập | Năng lượng ở Ai Cập | Năng lượng ở Ai Cập | Năng lượng ở Ai Cập |
| -------------------------------------------------------------- | ------------------- | ------------------- | ------------------- | ------------------- | ------------------- | ------------------- |
| Thời điểm                                                      | Bình quân đầu người | Năng lượng sơ cấp   | Sản xuất            | Xuất khẩu           | Điện                | Phát thải CO2       |
| (vào năm)                                                      | (Triệu)             | TWh                 | TWh                 | TWh                 | TWh                 | Mt                  |
| 2004                                                           | 72.64               | 662                 | 752                 | 71                  | 88                  | 141                 |
| 2007                                                           | 75.47               | 782                 | 957                 | 153                 | 111                 | 169                 |
| 2008                                                           | 81.51               | 822                 | 1,018               | 180                 | 116                 | 174                 |
| 2009                                                           | 83.00               | 837                 | 1,026               | 174                 | 123                 | 175                 |
| 2012                                                           | 82.54               | 138                 | 188                 |                     |                     |                     |
| Thay đổi: 2004-09                                              | 14.3%               | 27%                 | 36%                 | 145%                | 40%                 | 25%                 |
| Mtoe = 11.63 MW. Năng lượng sơ cấp bao gồm năng lượng tổn thất |                     |                     |                     |                     |                     |                     |

## Điện năng
Ai Cập được phân loại là có "quy mô hệ thống điện cao (24,700 MW vào năm 2010 với hơn 40 hệ thống điện lưới)". Năm 2010, 99% dân số Ai Cập có thể sử dụng điện.

#### Khu vực phối hợp
Một mạng lưới điện trị giá 239 triệu USD liên kết với Jordan đã được hoàn thành vào năm 1998. Vào cuối năm 2002, Ai Cập thông báo rằng sẽ phối hợp một trung tâm điều phối năng lượng phân giữa các quốc gia của các khu vực, bao gồm Ai Cập, Jordan, Syria, Lebanon, Iraq, Libya, Tunisia, Algeria, và Maroc.

#### Vấn đề hệ thống
Kể từ những năm 2000, tỉ lệ và thời lượng cúp điện cũng như tổn thất hệ thống phân phối đã có xu hướng giảm cho thấy các công ty đã nâng cao chất lượng dịch vụ cho khách hàng trong hơn một thập kỷ qua; tuy nhiên, Ai Cập đã chứng kiến một sự suy yếu trong việc đảm bảo nguồn cung cấp an toàn. Hệ thống điện dự trữ đã giảm công suất từ 20% trong những năm 2000 đến 10% vào năm 2010. Hệ thống điện của Ai Cập hiện nay ít có khả năng tránh được tình trạng thiếu điện trong các giai đoạn cao điểm hàng năm thường buổi chiều, vào những ngày nóng nhất trong năm.
Sự suy yếu nguồn cung cấp của Ai Cập đã gây ra những vấn đề xã hội phổ biến trong những năm 2010. Để đối phó với những nhu cầu rất điện năng rất cao, việc mất và cắt điện đã được thực hiện trong suốt mùa hè của năm 2012 gây căng thẳng giữa các chính phủ và những người dân Ai Cập. Cư dân giận dữ từ nhiều làng phản đối việc mất điện và đe dọa rằng sẽ không trả hóa đơn tiền điện và để kiện nhà cung cấp của họ. Một chiến dịch có tên "Chúng tôi Sẽ Không Trả" đã được tổ chức để khuyến khích mọi người không trả hóa đơn cho đến khi các dịch vụ điện đã được ổn định lại. Cư dân từ làng Bardeen ở Zagazig cũng phản đối việc cung điện không ổn định bằng cách ngăn chặn các đường Belbeis-Zagazig. Chính phủ đưa ra tuyên bố khuyến khích mọi người tự kiểm soát mức tiêu thụ năng lượng của họ và công bố việc đó đã được thực hiện để tạo ra 1800 MW năng lượng. Bộ trưởng Dầu khí Abdullah Ghorab nhắc lại tầm quan trọng của việc bảo tồn nguồn điện để tránh quá tải.

## Dầu thô

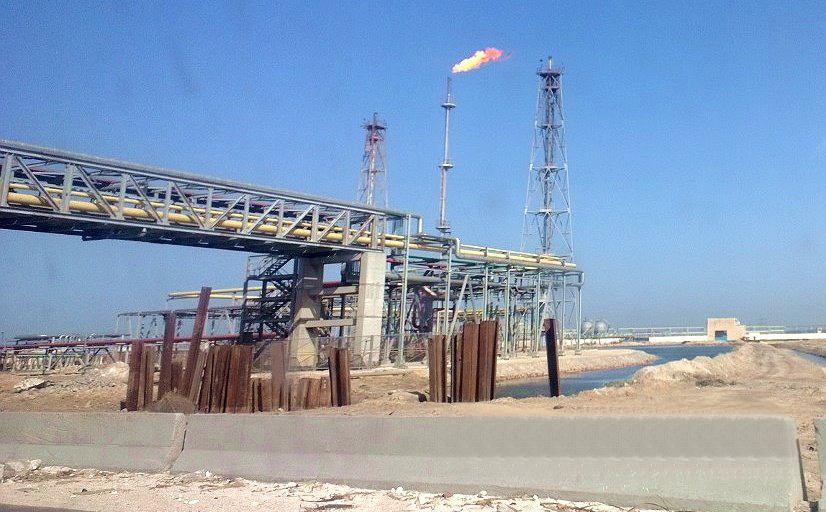
Lọc dầu ở Alexandria

Ai Cập là một nước sản xuất năng lượng quan trọng không thuộc OPEC. Nước này có trữ lượng dầu lớn thứ sáu ở châu Phi. Hơn một nửa trữ lượng này đang ở ngoài khơi. Mặc dù Ai Cập là không phải là một thành viên của OPEC nhưng nước này là một thành viên của Tổ chức các nước xuất khẩu dầu mỏ Ả rập.
Số lượng dầu thương mại đầu tiên đã được tìm thấy vào năm 1908 và thêm nhiều dầu mỏ đã được tìm thấy vào cuối những năm 1930 cùng vịnh Suez. Sau đó, các mỏ dầu lớn đã được phát hiện ở bán đảo Sinai, Vịnh Suez, phía tây và phía đông sa mạc. Các mỏ dầu Abu Rudeis và Ra ' s Sudr ở Sinai bị kiểm soát bởi Israel trong năm 1967, đã được trở về quyền kiểm soát của Ai Cập vào tháng 11 năm 1975, và các mỏ dầu Sinai còn lại trở về quyền kiểm soát của Ai Cập vào cuối tháng 4 năm 1982. Tính đến  năm 2005, trữ lượng dầu của Ai Cập ước tính 3,7 tỷ thùng (590×106 m3), trong đó 2,9 tỷ thùng (460×106 m3) là dầu thô, và 0,8 tỷ thùng (130×106 m3) là chất lỏng khí tự nhiên. Sản lượng dầu trong năm 2005 là 696.000 thùng trên ngày (110.700 m3/d), (xuống từ 922.000 thùng trên ngày (146.600 m3/d) vào năm 1996), trong đó có dầu thô chiếm 554.000 thùng trên ngày (88.100 m3/d).
Khoảng 50% sản lượng dầu của Ai Cập đến từ Vịnh Suez với sa mạc phía tây, sa mạc phía đông và bán đảo Sinai, đó đều là 3 vùng sản xuất chính của đất nước. Tiêu thụ trong nước ước đạt 564.000 thùng trên ngày (89.700 m3/d) trong năm 2004. Xuất khẩu dầu cùng năm đó đã ước đạt 134.000 thùng trên ngày (21.300 m3/d). Kênh đào Suez và 322 kilômét (200 mi) đường ống dẫn Sumed từ vịnh Suez đến biển Địa trung hải là hai đường dẫn dầu từ Vịnh ba tư, nó làm cho Ai Cập trở thành một điểm chiến lược mà thị trường năng lượng thế giới quan tâm đến. Cơ quan quản lý kênh Suez (SCA) đã đào sâu thêm kênh để nó có thể vận chuyển hàng khối lượng lớn, kênh đã được đào sâu hơn 20 mét (66 ft) vào năm 2006, để chứa tàu được chở dầu lớn (VLCCs).
Tính đến  năm 2005, Ai Cập có 9 nhà máy lọc dầu hoạt động có khả năng chế biến dầu thô với mức ước tính của 726.250 thùng trên ngày (115.465 m3/d). Nhà máy lọc dầu lớn nhất là El-Andrew nằm ở kênh đào Suez. Nó có thể xử lý 146.300 thùng trên ngày (23.260 m3/d). Công ty dầu quốc gia là Tổng công ty dầu khí Ai Cập.

## Khí thiên nhiên(khí tự nhiên)
Những khám phá lớn trong những năm 1990 đã làm cho khí tự nhiên ngày càng quan trọng như một nguồn năng lượng. Tính đến  năm 2005, trữ lượng khí thiên nhiên của quốc gia này ước tính là 66 ngàn tỷ foot khối (1,9×1012 m3), lớn thứ ba ở châu Phi. Trữ lượng dự trữ có thể xuống hoặc hơn 120 ngàn tỷ foot khối (3,4×1012 m3). Kể từ đầu năm 1990, các mỏ khí tự nhiên lớn đã được tìm thấy trong sa mạc phía tây và trong châu thổ sông Nile và ngoài khơi châu thổ sông Nile. Tiêu thụ khí tự nhiên trong nước cũng đã tăng nhờ các nhà máy nhiệt điện chuyển từ dầu khí tự nhiên. Sản lượng khí tự nhiên của Ai Cập ước tính khoảng 2.000 tỷ foot khối (57×109 m3) trong năm 2013, trong đó tiêu thụ nội địa là 1.900 tỷ foot khối (54×109 m3).
Khí tự nhiên được xuất khẩu bằng đường ống dẫn Ả rập đến Trung Đông và trong tương lai có khả năng đến châu Âu. Khi hoàn thành, nó sẽ có tổng chiều dài là 1.200 kilômét (750 mi). Khí tự Nhiên cũng được xuất khẩu làm khí tự nhiên hóa lỏng (LNG), được sản xuất tại các nhà máy LNG Ai Cập và SEGAS LNG. Các công ty dầu khí BP và Eni của Ý, cùng với Gas Natural  Fenosa của Tây Ban Nha đã xây dựng chính các cơ sở hóa lỏng khí tự nhiên ở Ai Cập cho thị trường xuất khẩu nhưng các nhà máy phần lớn kém hoạt động vì tiêu thụ trong nước đã tăng vọt.
Vào tháng 3 năm 2015, BP đã ký một thỏa thuận trị giá 12 tỷ USD  để phát triển khí tự nhiên ở Ai Cập, dự định bán tại thị trường nội địa từ năm 2017. BP cho biết sẽ phát triển một lượng lớn khí ở ngoài khơi, tương đương với khoảng một phần tư của Ai Cập và mang lên bờ cho người tiêu dùng trong nước. Khí từ các dự án, được gọi là Tây châu thổ sông Nile, dự kiến sẽ bắt đầu bơm vào 2017. BP cho biết thăm dò có thể gấp đôi số lượng khí sẵn có.
Vào tháng 9 năm 2015, Eni công bố phát hiện mỏ khí Zohr, mỏ lớn nhất Địa Trung Hải. Mỏ này được ước tính có khoảng 30,000 mét khối (850×109 m3) khí.

## Dầu đá phiến
Khu vực Safaga-Quseir ở sa mạc phía đông ước tính trữ lượng dầu đá phiến tại chỗ khoảng 4,5 triệu thùng (720×103 m3) và khu vực Abu Tartour ở sa mạc phía tây ước tính có khoảng  1,2 triệu thùng (190×103 m3) dầu đá phiến. Khatatba Formation  ở sa mạc phía tây có độ dày 1000–2000 ft, hàm lượng hữu cơ khoảng 4% là nguồn đá phiến dầu cho những giếng đó và là nguồn tiềm năng cho dầu đá phiến và khí đá phiến. Tổng công ty Apache sử dụng các tài sản đáng kể thu được trong năm 2010 từ BP sau thảm họa Horizon và là nhà khai thác chính ở sa mạc phía tây, thường liên doanh với Tổng công ty dầu khí Ai Cập (EGPC) cũng như công ty dầu khí Khalda và công ty dầu khí Quarun. Vào năm 1996 Apache sáp nhập với Phoenix Resource, thực hiện hình thành Qarun vào năm 1994 và tiếp nhận các hoạt động của Qarun Concession  ở Ai Cập. Apache đã phát triển khoảng 18% trong 10 triệu mẫu Anh kiểm soát, vào năm 2012 khoảng 200 giếng phát triển và bơm và khoảng 50 giếng khai thác với  tỷ lệ thành công là 55%. Kế hoạch cho năm bao gồm một khoản đầu tư khoảng 1 tỷ USD trong phát triển và thăm dò. Vào ngày 29 tháng 8 năm 2013 Apache công bố bán một 1/3 cổ phiếu tại Ai Cập cho Sinopec với giá 3,1 tỷ USD có hiệu quả từ ngày 1 tháng 1 năm 2014; Apache sẽ tiếp tục là nhà điều hành.

## Đá phiến dầu
Đá phiến dầu đã được phát hiện ở khu vực Safaga-Quseir của sa mạc phía đông trong những năm 1940. Đá phiến dầu ở Biển Đỏ có thể được chiết xuất bằng khai thác ngầm. Ở Abu Tartour, đá phiến dầu có thể khai thác dưới dạng phụ phẩm trong khi khai thác phosphat. Đá phiến dầu ở Ai Cập được dự báo là nhiên liệu tiềm năng cho sản xuất điện.

## Năng lượng hạt nhân
Ai Cập đã xem xét việc sử dụng năng lượng hạt nhân trong nhiều thập kỷ, các nhà máy điện hạt nhân: năm 1964 là 150 MWe và năm 1974 là 600 MWe đã được đề xuất. Cơ quan nhà máy Điện Hạt nhân (NPPA) được thành lập từ năm 1976 và năm 1983 đã chọn El Dabaa trên bờ biển Địa Trung Hải. Tuy nhiên, kế hoạch hạt nhân của Ai Cập đã bị gác lại sau thảm họa Chernobyl. Năm 2006, Ai Cập tuyên bố nó sẽ khôi phục lại chương trình điện hạt nhân dân dụng và xây dựng một nhà máy điện hạt nhân 1,000 MW tại El Dabaa. Chi phí ước tính vào thời điểm đó là 1.5 tỉ USD và các kế hoạch xây dựng với sự giúp đỡ của các nhà đầu tư nước ngoài. Tháng 3 năm 2008, Ai Cập ký một thỏa thuận với Nga sử dụng năng lượng hạt nhân một cách hòa bình. Trong năm 2015, các hợp đồng đã được ký với một công ty Nga để bắt đầu xây dựng  để bắt đầu xây dựng nhà máy tại El Dabaa.

## Năng lượng tái tạo
Chiến lược năng lượng hiện nay ở Ai Cập (thông qua bởi Hội đồng Tối cao năng Lượng vào tháng 2 năm 2008) là tăng cường năng lượng tái tạo nên 20% trong tổng số vào năm 2020.

### Thủy điện

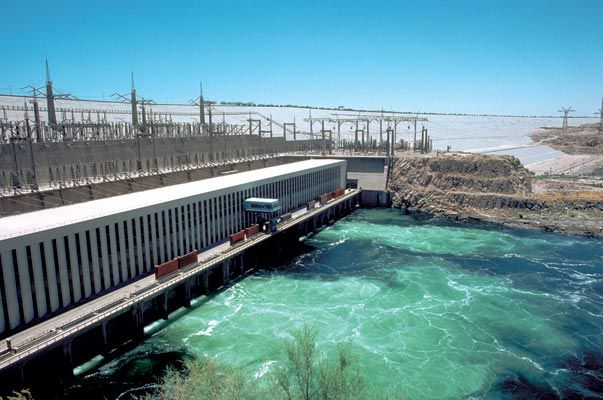
Nhà máy điện của đập cao Aswan, với đập chính ở phía sau.

Phần lớn nguồn cung cấp điện của Ai Cập từ nhiệt điện và thủy điện. Bốn trạm phát điện chính hiện đang hoạt động ở Ai Cập là đập thấp Aswan, đập Esna, Đập Cao Aswan, và  Naga Hamady Barrages. Nhà máy thủy điện Asyut Barrage dự kiến sẽ được đưa vào sử dụng và bổ sung vào năm 2016.
Gần như tất cả các nhà máy thủy điện ở Ai Cập đều có nguồn từ Đập Cao Aswan. Đập Cao Aswan có công suất trên lý thuyết là 2,1 GW, tuy nhiên, đập ít có khả năng hoạt động với công suất thiết kế do mực nước thấp. Một chương trình cải tạo được ban hành, không chỉ để tăng công suất phát điện của đập lên 2,4 GW, mà còn kéo dài tuổi thọ hoạt động của turbin khoảng 40 năm.
Vào năm 2011, Ai Cập sản xuất 156.6 TWh, trong đó 12.9 TWh là từ thủy điện. Tiêu thụ điện bình quân đầu người vào cuối năm 2012 là 1910 kWh/năm, trong khi tiềm năng thủy điện của Ai Cập năm 2012 là khoảng 3,664 MW. Từ năm 2009-2013, thủy điện chiếm khoảng 12% tổng công suất lắp đặt của Ai Cập – giảm nhẹ so với từ năm 2006-2007 khi thủy điện chiếm khoảng 12.8%.Tỷ lệ năng lượng thủy điện đang giảm dần do tất cả các thủy điện đã phát triển tiềm năng hạn chế để tăng thêm công suất phát điện. Ngoài Đập Cao Aswan, các thủy điện khác được cho là rất khiêm tốn và hầu hết các nhà máy thế hệ mới được xây dựng ở Ai Cập dựa vào nhiên liệu hóa thạch.
Ngay cả với việc bổ sung nhà máy thủy điện Asyut Barrage vào năm 2016, phát triển thủy điện ở Ai Cập vẫn còn tụt lại so với các nhà máy thủy điện hiện tại và phát triển không còn được xây dựng với tốc độ tiêu thụ điện ngày càng tăng ở Ai Cập. Dân số của Ai Cập đã tăng 14.3% trong 5 năm từ năm 2004 đến 2009 (OECD, Ngân hàng thế giới), mỗi sáu tháng có thêm 1 triệu người Ai Cập. Sản lượng năng lượng đã tăng 36% trong giai đoạn năm 2004 đến 2009.
Khu vực thủy điện quan trọng còn lại duy nhất hiện nay chưa phát triển là Qattara Depression. Một số kế hoạch đã được đề xuất qua nhiều năm để thực hiện dự án Qattara Depression. Không ai trong số đó được thực hiện do chi phí vốn và khó khăn về kỹ thuật. Tùy thuộc vào kế hoạch đề ra Qattara Depression có thể thực hiện ở bất cứ khoảng nào từ 670MW để 6800MW.

### Quang năng
Ai Cập có một nguồn năng lượng mặt trời lớn. Tổng công suất lắp đặt các hệ thống quang điện là khoảng 4.5 MWp. Chúng được sử dụng ở các vùng hẻo lánh để bơm nước, khử muối, liên lạc viễn thông, điện khí hóa nông thôn. Dự án điện mặt trời quy mô lớn Desertec bao gồm cả Ai Cập.
Một số khu vực ở trong nước có được hơn 4000 giờ mặt trời chiếu sáng mỗi năm, là một trong những nơi được chiếu sáng nhiều nhất trên thế giới. Do sự gia tăng dân số mạnh mẽ và hàng loạt lần mất điện trong suốt mùa hè bởi sự thiếu hụt năng lượng, nhu cầu năng lượng mặt trời của Ai Cập tăng lên. Tuy nhiên, chỉ có 1% điện được sản xuất bằng năng lượng mặt trời. Phần lớn năng lượng mặt trời trong nước xuất phát từ các dự án quy mô nhỏ. Các dự án lớn nhất, lên đến 10 MW, được cấu thành bởi giải pháp năng lượng mặt trời kết hợp diesel, dự án này đang được phát triển bởi công ty của Các Tiểu vương quốc Ả Rập Thống nhất Masdar và Công viên Quang năng Benban, nhà máy sản xuất năng lượng mặt trời lớn nhất thế giới.

### Gió

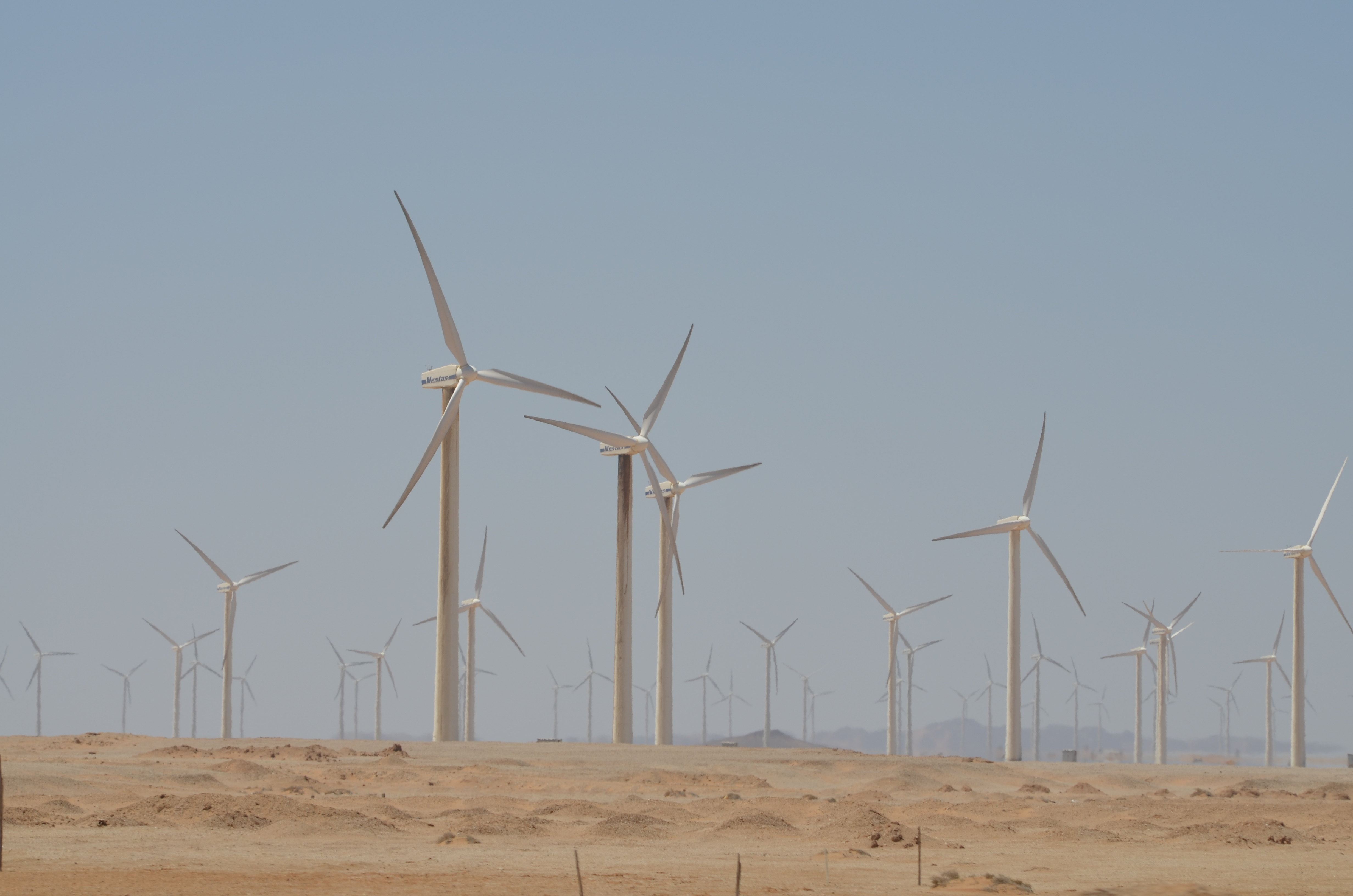
Trang trại gió ở Zaafarana

Năm 2009, 430 MW bộ điện gió đã được lắp đặt. Do tiềm năng thủy điện được sử dụng rộng rãi nên mục tiêu của Hội đồng Tối cao năng lượng là tăng năng lượng tái tạo nên  chiếm 20% vào năm 2020, dự kiến sẽ được thực hiện chủ yếu qua việc phát triển của năng lượng gió vì năng lượng mặt trời vẫn còn quá tốn kém. Năng lượng gió dự kiến sẽ đạt 12% (công suất điện khoảng 7200 MW) của tổng sản lượng điện thủy điện (100 MW điện CSP) và năng lượng mặt trời (1 MW điện PV) chiếm 8% còn lại.